# Max Fenger
Max Fenger, né le 7 août 2001 à Himmelev (en) au Danemark, est un footballeur danois qui évolue au poste d'avant-centre au IFK Göteborg.

## Biographie

### En club
Né à Himmelev (en) au Danemark, Max Fenger est formé par le FC Roskilde avant de poursuivre sa formation à l'Odense BK, club avec lequel il commence sa carrière professionnelle.
Le 11 mai 2020, Fenger prolonge d'un an avec Odense et est promu en équipe première. Il joue son premier match le 1er juin 2020 contre l'AGF Aarhus. Il entre en jeu à la place de Mart Lieder (en) et son équipe s'incline par un but à zéro.
Le 11 juillet 2020, il inscrit son premier but en professionnel contre le Randers FC, en championnat. Titulaire, il ouvre le score, mais son équipe s'incline par deux buts à un ce jour-là. Le 23 juillet suivant il prolonge son contrat jusqu'en 2022 avec Odense,.
Le 23 mars 2023, Max Fenger est prêté pour une saison au Mjällby AIF, soit jusqu'en décembre 2023.

### En sélection
Max Fenger est retenu avec l'équipe du Danemark des moins de 19 ans en septembre 2020. Il est toutefois contraint de déclarer forfait pour cause de blessure.

## Palmarès
Odense BK
- Coupe du Danemark :
  - Finaliste : 2022.